# Підпаленик білохвостий
Підпале́ник білохвостий (Myiomela leucura) — вид горобцеподібних птахів родини мухоловкових (Muscicapidae). Мешкає в Південній і Південно-Східній Азії.

## Опис
Довжина птаха становить 17-19 см. Виду притаманний статевий диморфізм. Забарвлення самця переважно чорнувато-синє, за винятком яскраво-синіх плям на лобі та на плечах, а також характерних білих пер на хвості. Самиці мають переважно коричнювате з охристим відтінком забарвлення, хвіст у них чорнувато-білий, на волі біла плямка.

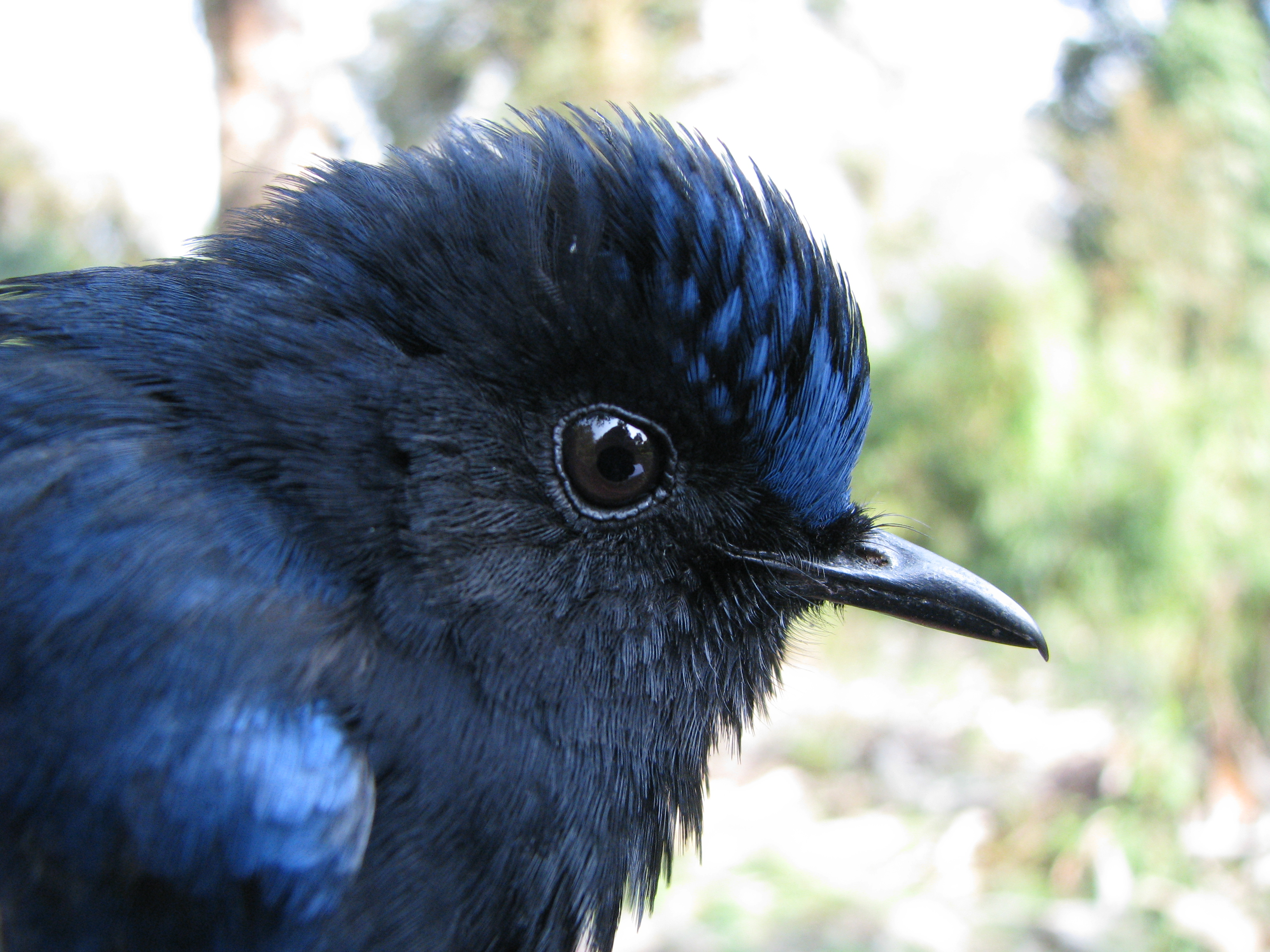
Голова самця

## Підвиди
Виділяють три підвиди:
- M. l. leucura (Hodgson, 1845) — від центрального Непалу до центрального Китаю, центрального Індокитаю, Малайського півострова і М'янми;
- M. l. montium Swinhoe, 1864 — Тайвань;
- M. l. cambodiana (Delacour & Jabouille, 1928) — південно-східний Таїланд і Камбоджа.

Деякі дослідники виділяють підвид M. l. cambodiana в окремий вид Myiomela cambodiana.

## Поширення і екологія
Білохвості підпаленики поширені від центрального Непалу до китайської провінції Шеньсі та до південного Індокитаю, а також на півдні Малайського півострова, на Тайвані та на острові Хайнань. Вони живуть у вологих гірських і рівнинних тропічних лісах та на болотах. Зустрічаються на висоті від 1200 до 2700 м над рівнем моря.